# Liste der Biografien/Sud
Liste der Biografien |
Portal Biografien |
Personensuche
# |
A |
B |
C |
D |
E |
F |
G |
H |
I |
J |
K |
L |
M |
N |
O |
P |
Q |
R |
S |
T |
U |
V |
W |
X |
Y |
Z |
?
 
Sa |
Sb |
Sc |
Sd |
Se |
Sf |
Sg |
Sh |
Si |
Sj |
Sk |
Sl |
Sm |
Sn |
So |
Sp |
Sq |
Sr |
Ss |
St |
Su |
Sv |
Sw |
Sy |
Sz
 
Sua |
Sub |
Suc |
Sud |
Sue |
Suf |
Sug |
Suh |
Sui |
Suj |
Suk |
Sul |
Sum |
Sun |
Suo |
Sup |
Suq |
Sur |
Sus |
Sut |
Suu |
Suv |
Suw |
Sux |
Suy |
Suz
Die Liste der Biografien führt alle Personen auf, die in der deutschsprachigen Wikipedia einen Artikel haben. Dieses ist eine Teilliste mit 150 Einträgen von Personen, deren Namen mit den Buchstaben „Sud“ beginnt.

## Sud
- Sud, Veena (* 1967), US-amerikanische Filmproduzentin, Drehbuchautorin, Filmregisseurin und Essayistin

### Suda
- Suda, Gōichi (* 1968), japanischer SpieleentwicklerGōichi Suda (* 1968)

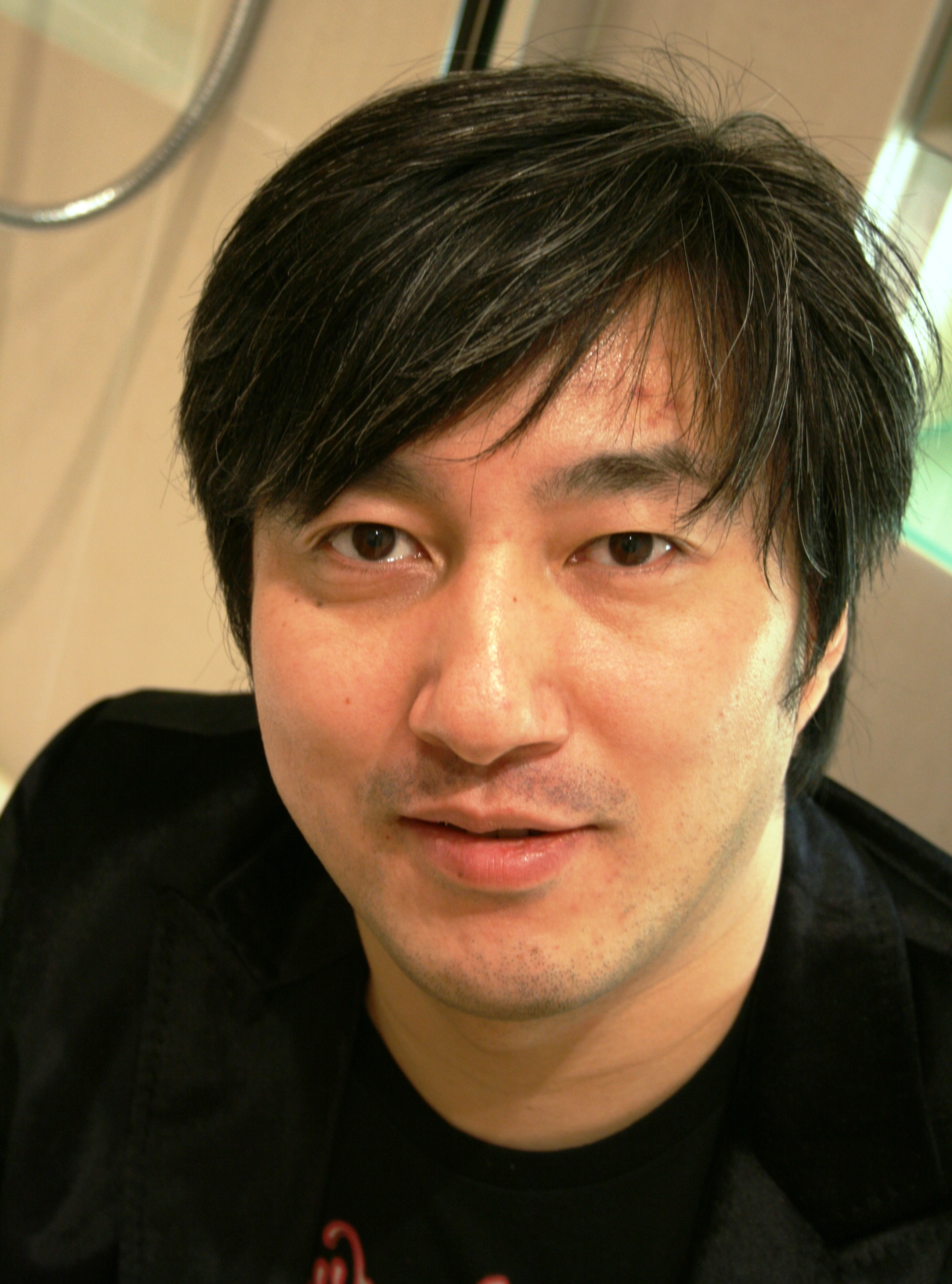
Gōichi Suda (* 1968)

- Suda, Hisashi (1906–2005), japanischer Maler
- Suda, Kenji (* 1966), japanischer Skispringer
- Suda, Kōsuke (* 1980), japanischer Fußballspieler
- Suda, Kunitarō (1891–1961), japanischer Maler
- Šuda, Luboš (* 1976), tschechischer Boxer
- Suda, Michael (* 1957), deutscher Forstwissenschaftler und Hochschullehrer
- Suda, Orhan (1916–1978), türkischer Radrennfahrer
- Süda, Peeter (1883–1920), estnischer Komponist
- Suda, Ralph (* 1965), deutscher Musikproduzent, Songwriter und Unternehmer
- Suda, Yoshimasa (* 1967), japanischer Fußballspieler
- Sudac, Zlatko (* 1971), kroatischer Geistlicher
- Sudairi, Hussa bint Ahmed Al (1900–1969), saudi-arabische Adelige, Lieblingsfrau von König Abd al-Aziz ibn Saud von Saudi-Arabien
- Sudairy, Abdullah al- (* 1992), saudi-arabischer Fußballtorhüter
- Sudais, Abdurrahman ibn Abdulaziz as- (* 1961), saudi-arabischer Geistlicher, Imam der Kaaba in MekkaAbdurrahman ibn Abdulaziz as-Sudais (* 1961)

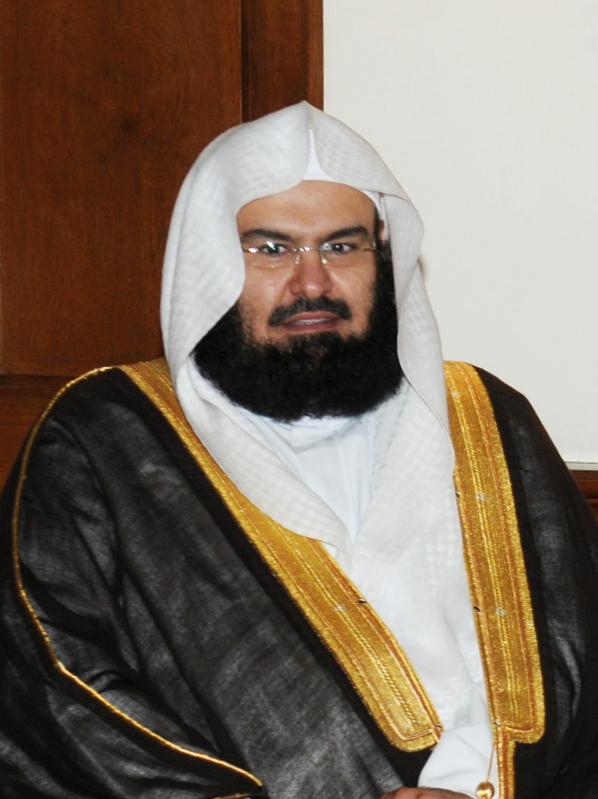
Abdurrahman ibn Abdulaziz as-Sudais (* 1961)

- Sudajew, Alexei Iwanowitsch (1912–1946), russischer Waffenkonstrukteur
- Sudakov, Benny (* 1969), israelischer Mathematiker
- Sudakow, Heorhij (* 2002), ukrainischer Fußballspieler
- Sudakow, Wadim Borissowitsch (1930–2017), sowjetischer bzw. russischer Wasserbauingenieur und Werkstoffwissenschaftler
- Sudakowa, Marina Wladimirowna (* 1989), russische Handballspielerin
- Sudan Archives, US-amerikanische Geigerin, Sängerin, Songwriterin und Produzentin
- Sudan, Madhu (* 1966), indischer Informatiker
- Sudan, Ravindra (1931–2009), indischer Physiker
- Sudani, Inam al (* 1992), irakische Leichtathletin
- Sudani, Mohammed Schia' al-, irakischer Politiker, Premierminister
- Sudano, Brooklyn (* 1981), US-amerikanische Schauspielerin
- Sudár, Attila (* 1954), ungarischer Wasserballspieler
- Sudar, Daniel (* 1998), österreichischer Fußballspieler
- Sudar, Pero (* 1951), bosnischer Geistlicher, emeritierter römisch-katholischer Weihbischof in Vrhbosna
- Sudár, Tamás (1941–2021), ungarischer Skispringer
- Sudarat Keyuraphan (* 1961), thailändische Politikerin
- Sudarawa, Wolha (* 1984), belarussische Weitspringerin
- Sudarshan, George (1931–2018), indischer Physiker
- Sudarso, Aloysius (* 1945), indonesischer Ordensgeistlicher, emeritierter römisch-katholischer Erzbischof von Palembang
- Sudarwati, Lilik (* 1970), indonesische Badmintonspielerin
- Sudasassi Furniss, Antonella (* 1986), italienisch-costa-ricanische Regisseurin, Autorin und Produzentin
- Sudau, Daniela (* 1988), deutsches Playmate, Model und Entertainerin

### Sudb
- Sudbin, Jewgeni Olegowitsch (* 1980), russischer Pianist
- Sudbinin, Serafim Nikolajewitsch (1867–1944), russisch-französischer Theaterschauspieler und Bildhauer
- Sudbø, Jon (* 1961), norwegischer Zahnarzt und Fälscher
- Sudbrack, Josef (1925–2010), deutscher Jesuit, katholischer Theologe, Mystikforscher
- Südbrock, Claria (1902–1944), deutsche Steyler Missionsschwester und Märtyrin
- Sudbury, John, englischer Politiker

### Sudd
- Sudden (* 1988), deutscher RapperSudden (* 1988)

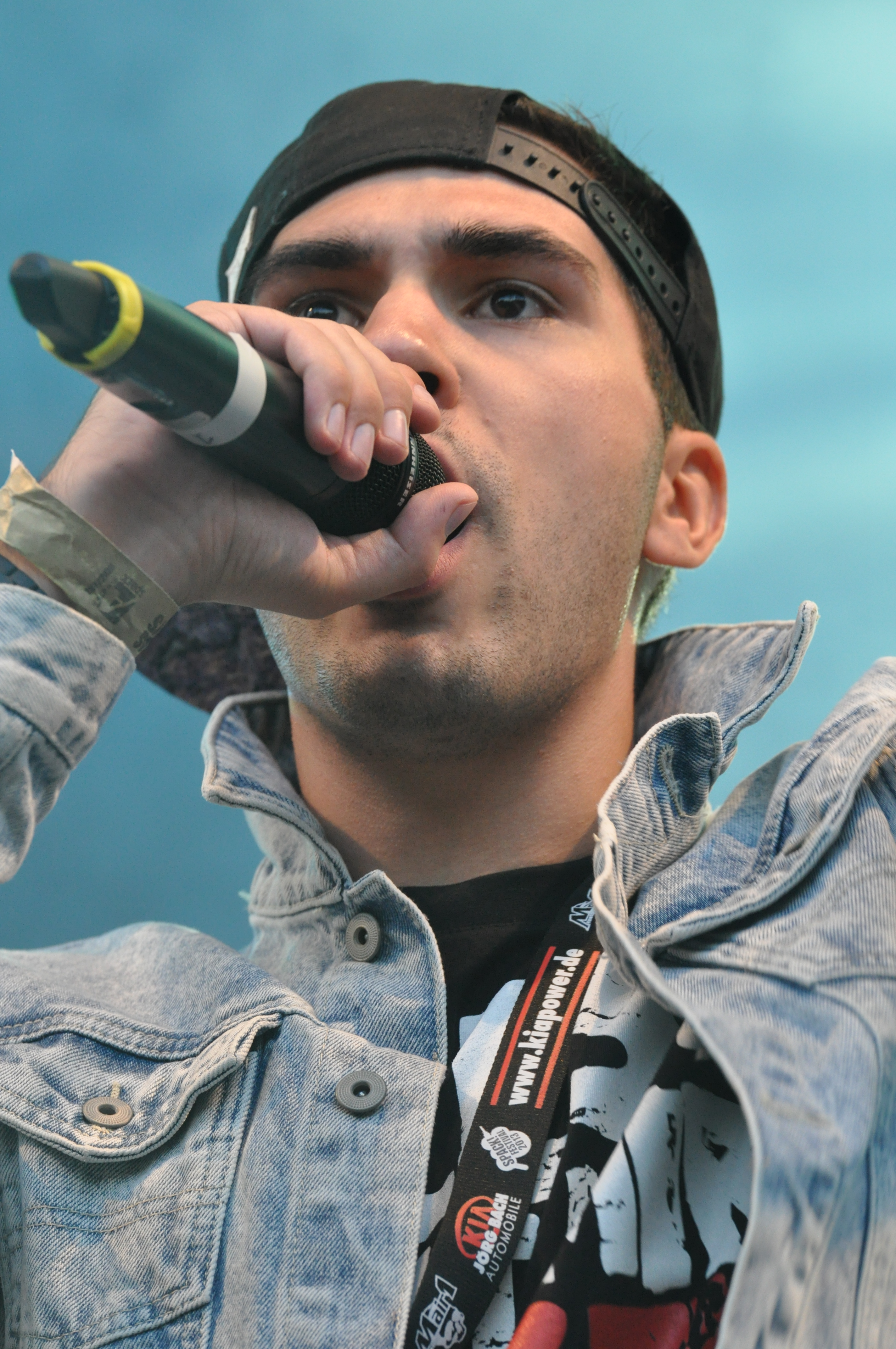
Sudden (* 1988)

- Sudden, Nikki (1956–2006), englischer Musiker, Sänger, Gitarrist, Produzent und Singer-Songwriter
- Suddeth, J. Allen (* 1952), US-amerikanischer Stuntman, Kampfchoreograf und Bühnenkampflehrer
- Suddhipala (1303–1323), chinesischer Kaiser der Yuan-Dynastie
- Suddick, Yvonne, britische Eiskunstläuferin
- Sudduth, Andrew (1961–2006), US-amerikanischer Ruderer
- Sudduth, Jill (* 1971), US-amerikanische Synchronschwimmerin
- Sudduth, Kohl (* 1974), US-amerikanischer Schauspieler
- Sudduth, Rob, US-amerikanischer Saxophonist
- Sudduth, Skipp (* 1956), US-amerikanischer Theater-, Film-, Fernsehschauspieler und RegisseurSkipp Sudduth (* 1956)

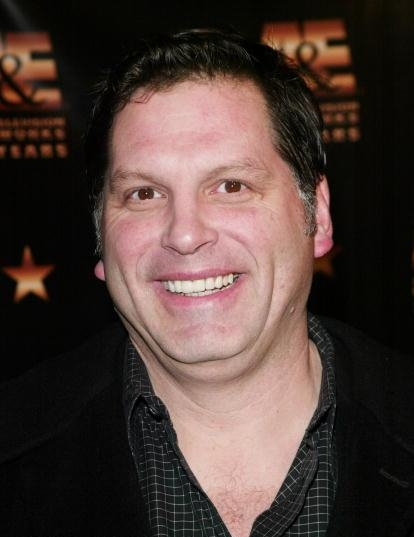
Skipp Sudduth (* 1956)

### Sude
- Sude, Burkhard (* 1957), deutscher Volleyballspieler
- Sude, Gertmann (* 1949), deutscher Offizier, Generalmajor der Bundeswehr
- Sude, Julia (* 1987), deutsche Beachvolleyballspielerin
- Sude, Ulrich (* 1956), deutscher Fußballspieler und -trainer
- Sudeck, Gorden (* 1975), deutscher Sportwissenschaftler und Hochschullehrer
- Sudeck, Kai (1928–1995), deutscher Maler und Grafiker
- Sudeck, Paul (1866–1945), deutscher Chirurg
- Sudeikin, Sergei Jurjewitsch (1882–1946), russischer Maler und Bühnenbildner
- Sudeikis, Jason (* 1975), US-amerikanischer Schauspieler und KomikerJason Sudeikis (* 1975)

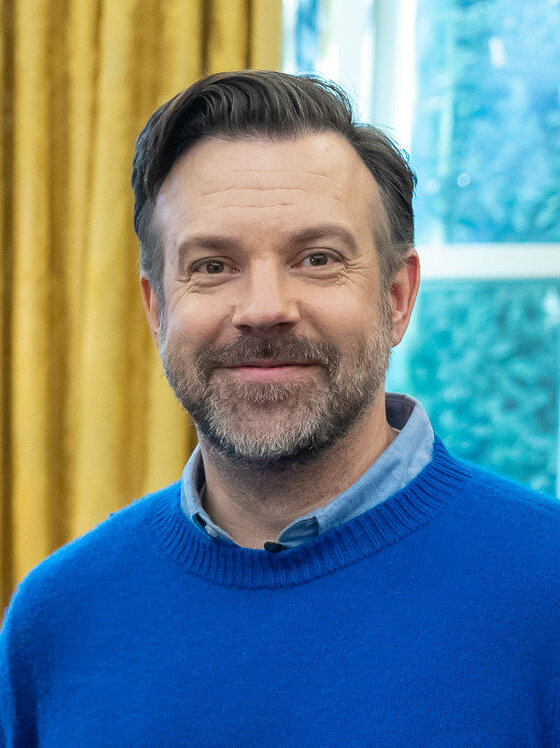
Jason Sudeikis (* 1975)

- Sudek, Josef (1896–1976), tschechischer Fotograf
- Sudek, Verena, deutsche Hockeyspielerin
- Südekum, Albert (1871–1944), deutscher Journalist und Politiker (SPD), MdR, preußischer Staatsminister
- Südekum, Jens (* 1975), deutscher Ökonom
- Südekum, Karl (* 1950), deutscher Bibliothekar
- Suden, Carl Friedrich Ferdinand (1780–1853), deutscher Regierungsbeamter, Diplomat und Geheimer Staatsrat
- Suden, Friedrich (1835–1904), deutscher Gutsbesitzer und Landtagsabgeordneter in Waldeck
- Suden, Wilhelm (1791–1873), deutscher Gutsbesitzer und Landtagsabgeordneter in Waldeck
- Sudendorf, Hans (1812–1879), deutscher Historiker und Staatsarchivar
- Sudendorf, Julius (1815–1893), Amtsgerichtsrat und Historiker zur Osnabrücker Geschichte
- Suder, Joseph (1892–1980), deutscher Komponist und Dirigent
- Suder, Katrin (* 1971), deutsche Unternehmensberaterin, Staatssekretärin
- Suder, Mihai (1914–1984), rumänischer Politiker (PCR)
- Sudermann, Clara (1861–1924), deutsche Schriftstellerin
- Sudermann, Daniel (* 1550), deutscher Theologe und Kirchenlieddichter
- Sudermann, Heinrich (1520–1591), Jurist und erster Syndicus der Hanse
- Sudermann, Hermann (1857–1928), deutscher Schriftsteller und BühnenautorHermann Sudermann (1857–1928)

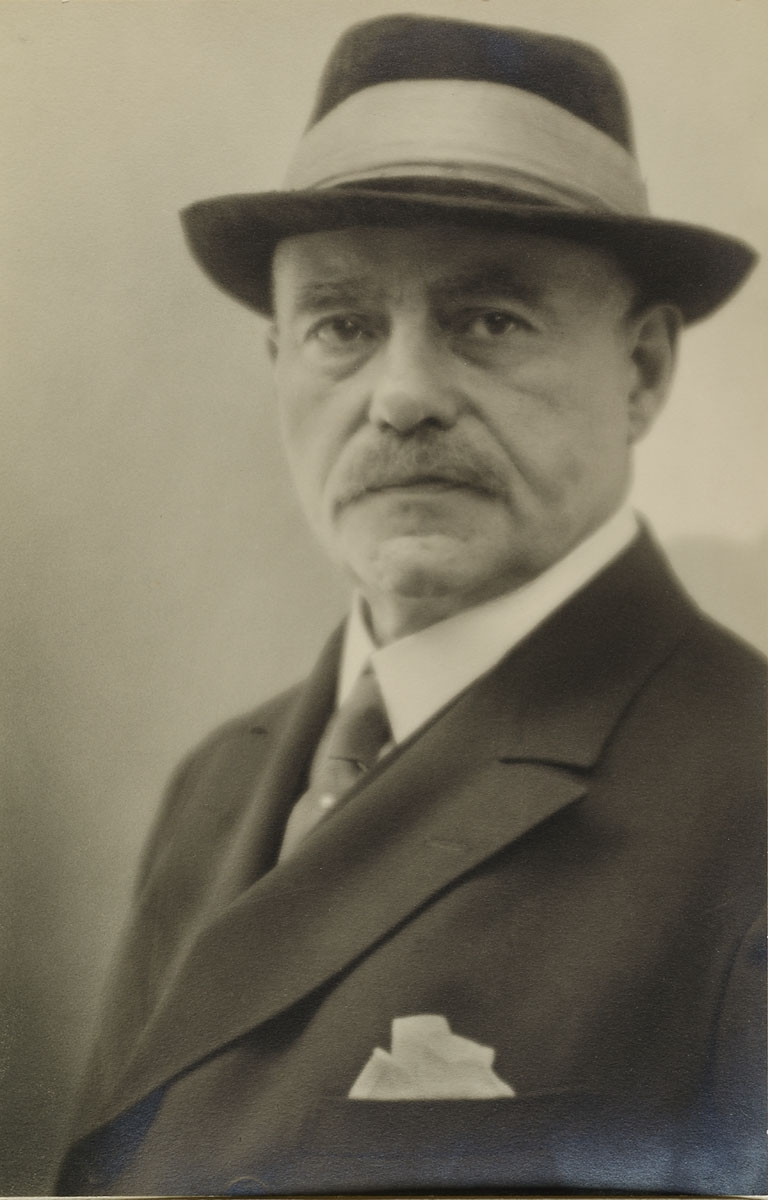
Hermann Sudermann (1857–1928)

- Sudernius Priscus, römischer Offizier (Kaiserzeit)
- Sudetsch, Wladimir Alexandrowitsch (1904–1981), sowjetischer Marschall der Flieger, stellvertretender Verteidigungsminister

### Sudf
- Sudfeld, Henner, deutscher Badmintonspieler
- Südfeld, Hermann (1879–1950), deutscher Landwirt und Gerechter unter den Völkern

### Sudh
- Sudhalter, Carol (* 1943), US-amerikanische Jazzmusikerin
- Sudhalter, Richard (1938–2008), US-amerikanischer Trompeter (Kornett) des Traditional Jazz und Jazzautor, Journalist und Jazzhistoriker
- Sudharmono (1927–2006), indonesischer Politiker
- Südhaus, Asta (1898–1981), deutsche Rezitatorin und Synchronsprecherin
- Sudhaus, Siegfried (1863–1914), deutscher Altphilologe und Hochschullehrer, Rektor der Universität Kiel
- Sudhaus, Walter (* 1943), deutscher Zoologe, Evolutionsbiologe und Nematodenspezialist
- Sudhaus, Wilhelm (1827–1915), deutscher Ingenieur
- Sudheimer, Gerhard (* 1901), deutscher Politiker (NSDAP)
- Sudheimer, Hans (1920–1987), deutscher Politiker (SPD), MdL
- Sudhisodhi, Khunakorn (* 1974), thailändischer Badmintonspieler
- Sudhof, Margaretha (* 1959), deutsche Juristin, politische Beamtin (SPD)
- Sudhof, Siegfried (1927–1980), deutscher Hochschulprofessor, Literaturwissenschaftler, Germanist und Forscher zur Exilliteratur
- Südhof, Thomas (* 1955), deutsch-US-amerikanischer Biochemiker und Nobelpreisträger für MedizinThomas Südhof (* 1955)

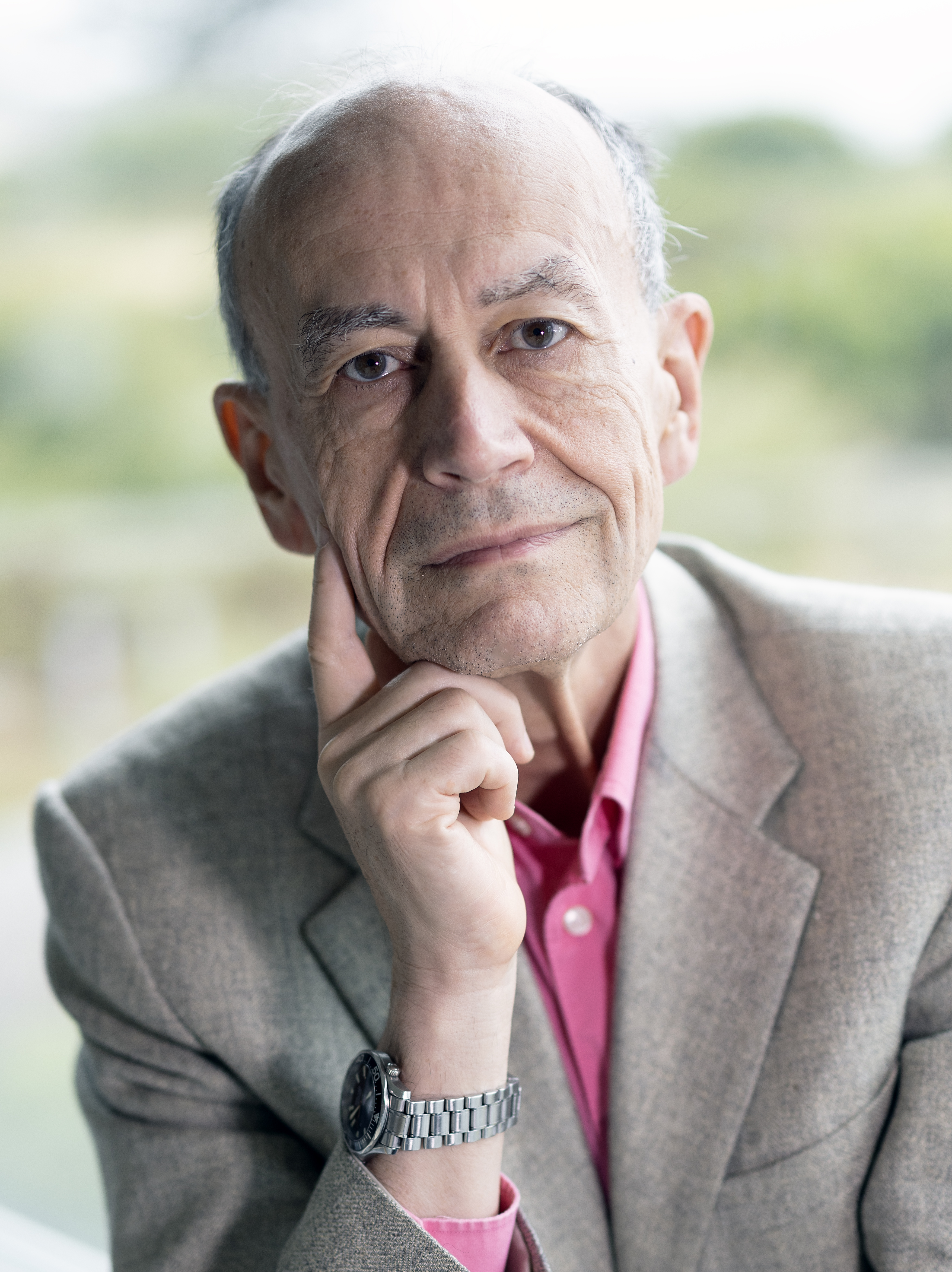
Thomas Südhof (* 1955)

- Sudhoff, Ann-Cathrin (* 1972), deutsche Fernseh- und Theaterschauspielerin
- Sudhoff, Dieter (1955–2007), deutscher Germanist, Literaturwissenschaftler
- Sudhoff, Holger (* 1967), deutscher Hals-Nasen-Ohren-Arzt (Otorhinolaryngologe) und Professor für Hals-Nasen-Ohren-Heilkunde
- Sudhoff, Ingrid (* 1965), deutsche Mittelalter-Archäologin
- Sudhoff, Jürgen (* 1935), deutscher Diplomat und Ministerialbeamter
- Sudhoff, Karl (1853–1938), deutscher Medizinhistoriker
- Sudhoff, Tobias (* 1972), deutscher Musiker, Kabarettist und Autor
- Sudholt, Gert (* 1943), deutscher Publizist, Autor und Funktionär der deutschen rechtsextremistischen Szene
- Sudhues, Max (* 1977), deutscher Licht- und Installationskünstler

### Sudi
- Sudi, Florian (* 1997), österreichischer American-Football-Spieler
- Sudiarna Hadiwikarta, Johannes (1944–2003), indonesischer Priester, Bischof von Surabaya
- Sudić, Jasmin (* 1990), schwedischer Fußballspieler
- Sudić, Robert (* 1968), kroatischer Poolbillardspieler
- Sudick, Daniel, US-amerikanischer VFX Supervisor
- Suding, Katja (* 1975), deutsche Politikerin (FDP), MdBKatja Suding (* 1975)

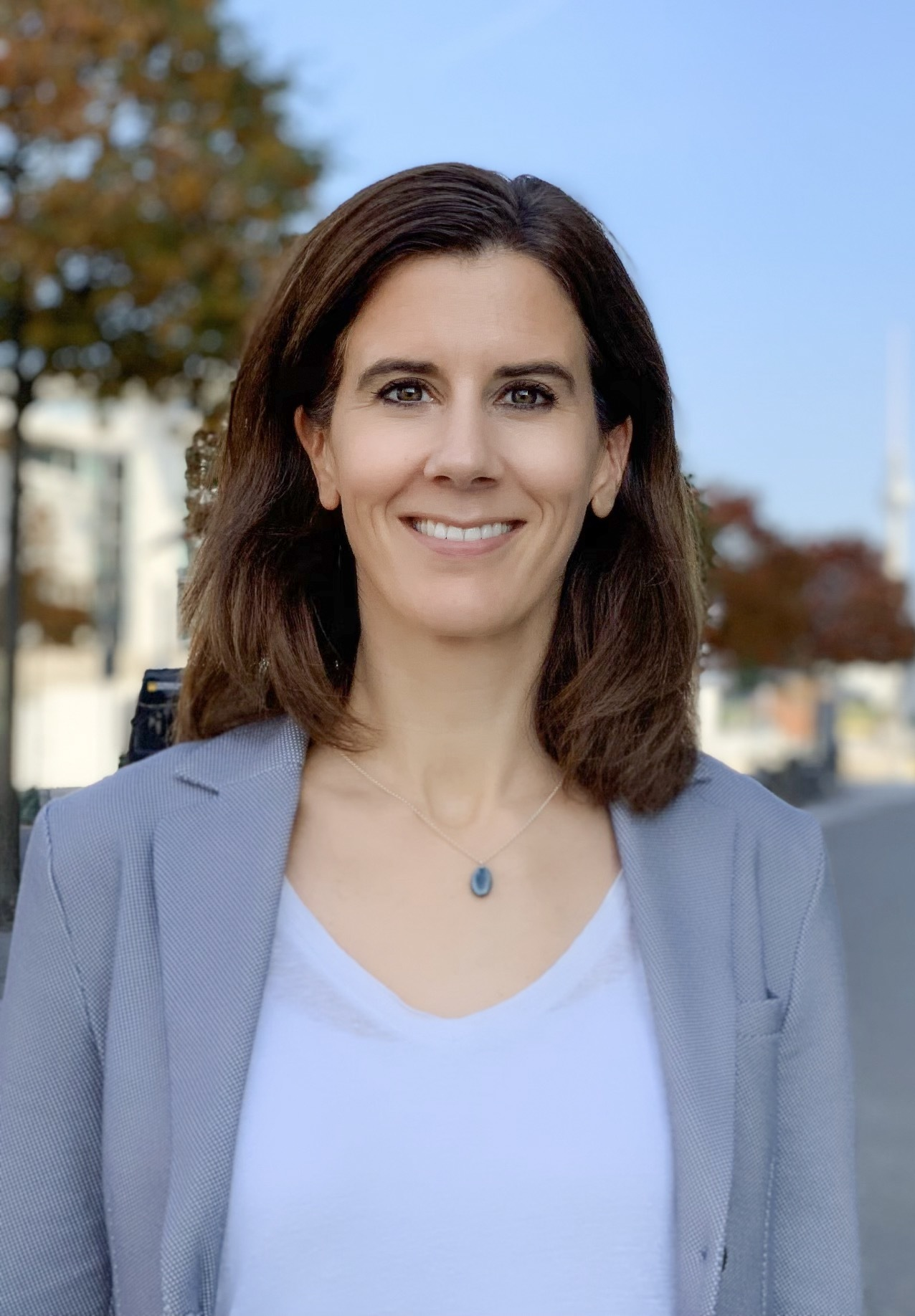
Katja Suding (* 1975)

- Sudirman, Dick (1922–1986), indonesischer Badmintonspieler und -funktionär
- Sudislaw († 1063), Fürst von Pskow (1014–1036)
- Sudit, Elieser (1925–2011), israelischer Sprengstoffexperte und Terrorist

### Sudj
- Sudjana, Nara, indonesischer Badmintonspieler
- Sudjic, Olivia (* 1988), britische Schriftstellerin

### Sudk
- Sudkowskyj, Rufin (1850–1885), ukrainischer Maler

### Sudl
- Sudler, Monnette (1952–2022), US-amerikanische Jazzmusikerin

### Sudm
- Sudmann, Heike (* 1962), deutsche Politikerin (Bündnis 90/Die Grünen, Die Linke), MdHB
- Südmeier, Sören (* 1991), deutscher Handballspieler
- Südmersen, Jan (* 1969), deutscher Sachbuchautor, Feuerwehrmann

### Sudn
- Sudnik, Tadeusz (* 1955), polnischer Improvisations- und Jazzmusiker (Live-Elektroniker, Film- und Theaterkomponist)

### Sudo
- Sudō, Akiko (* 1984), japanische Fußballspielerin
- Sudō, Daisuke (* 1977), japanischer Fußballspieler und -trainer
- Sudō, Genki (* 1978), japanischer Mixed-Martial-Arts-Kämpfer, Autor und Schauspieler
- Sudō, Shigemitsu (* 1956), japanischer Fußballspieler
- Sudō, Takafumi (* 1991), japanischer Fußballspieler
- Sudō, Yūsuke (* 1986), japanischer Fußballspieler
- Sudol, Alison (* 1984), US-amerikanische Sängerin, Pianistin und SchauspielerinAlison Sudol (* 1984)

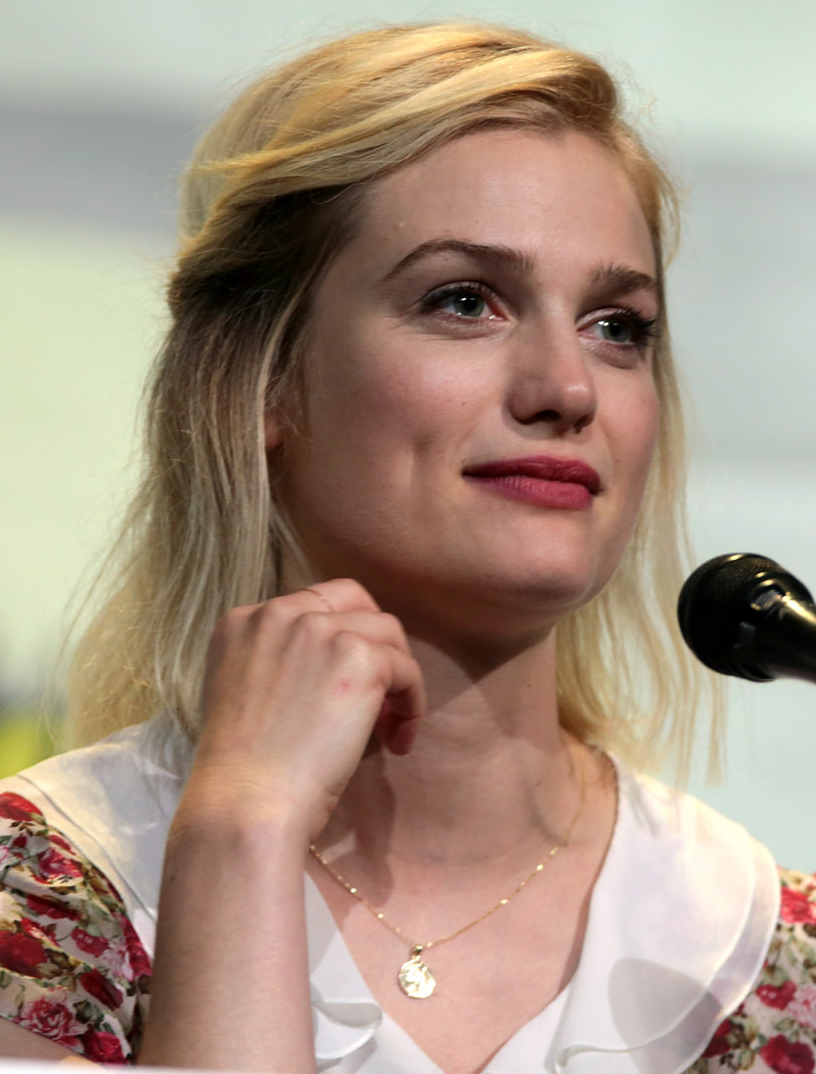
Alison Sudol (* 1984)

- Sudol, Annette, deutsche Tanzsportlerin
- Sudoł, Grzegorz (* 1978), polnischer Geher
- Sudomora, Ochrim (1889–1968), ukrainischer Maler, Grafiker und Ethnograph
- Sudoplatow, Pawel Anatoljewitsch (1907–1996), russischer Geheimagent
- Sudová, Nikola (* 1982), tschechische Freestyle-Skisportlerin
- Sudová, Šárka (* 1986), tschechische Freestyle-Skisportlerin
- Sudow, Wjatscheslaw Dmitrijewitsch (1942–2024), sowjetischer Kosmonaut, Ingenieur

### Sudr
- Sudraba, Inguna (* 1964), lettische Wirtschaftswissenschaftlerin und Politikerin
- Sudrajat, Edi (1938–2006), indonesischer General, Oberkommandierender der Streitkräfte und Minister für Verteidigung und Sicherheit
- Sudre, François (1787–1862), französischer Musiklehrer und Erfinder der musikalischen Plansprache Solresol
- Sudre, Guillaume († 1373), französischer Bischof und Kardinal
- Sudre, Margie (* 1943), französische Politikerin, MdEP
- Sudreau, Pierre (1919–2012), französischer Politiker (UDF), Mitglied der Nationalversammlung
- Sudrie, Sylvain (* 1982), französischer Triathlet
- Suðringur, Einar († 1005), Figur der Färingersaga
- Sudrow, Anne (* 1970), deutsche Historikerin

### Suds
- Sudschjan, Gor (* 1987), armenischer Rocksänger

### Sudt
- Sudthivanich, Kamal, thailändischer Badmintonspieler

### Sudu
- Suduaya, französischer Gitarrist, Komponist und DJ

### Sudz
- Sudžum, Dragan (* 1978), serbischer Handballspieler und -trainer